# Ty i tylko ty (utwór Brygada Kryzys)
Ty i tylko ty – utwór zespołu Brygada Kryzys wydany na albumie Cosmopolis w 1992 roku.
Autorami utworu są Robert Brylewski i Tomasz Lipiński.